# Chawki Bouglia
Chawki Bouglia (arabe : شوقى بوقلية) est un acteur tunisien.

## Filmographie

### Cinéma
- 1996 : Sabriya d'Abderrahmane Sissako : Youssef
- 2006 : La télé arrive de Moncef Dhouib

### Télévision
- 1994-2003 : Caméra cachée de Raouf Kouka
- 1996 : El Khottab Al Bab (invité d'honneur de l'épisode 8 de la saison 2) de Slaheddine Essid : le voyant au papillon
- 1997 : Bab El Khoukha d'Abdeljabbar Bhouri, Mohamed Salah Jabri et Samir Ayadi
- 1999-2000 : Idhhak Li Donia d'Abderrazak Hammami et Tahar Fazaa : Mohamed
- 2000 : Ya Zahratan Fi Khayali d'Abdelkader Jerbi
- 2004-2005 : Ya Msaharni de Moncef Dhouib
- 2005 : Choufli Hal de Slaheddine Essid et Abdelkader Jerbi (invité d'honneur de l'épisode 4 de la saison 1, de l'épisode 9 de la saison 4, de l'épisode 8 de la saison 5 et de l'épisode 15 de la saison 6) : Chelbi
- 2010 : Men Ayem Mliha d’Abdelkader Jerbi
- 2012 : Chobik Lobik d'Issam Bouguerra
- 2013 : Caméra Café d'Ibrahim Letaïef (invité d’honneur)
- 2014-2015 : School de Rania Gabsi et Zied Litayem : Monsieur Benzarti, le professeur de chimie
- 2015-2017 : Nsibti Laaziza de Slaheddine Essid et Younes Ferhi (invité d'honneur des épisodes 4, 5, 10 et 20 de la saison 6, de l'épisode 14 de la saison 7 et des épisodes 16, 17 et 19 de la saison 8) : Si Bouali
- 2016 :
  - Qu'est-ce qu'il a sa majesté ? (آش بيه معاليه) de Mongi Farhani et Belgacem Briki : Zéhi
  - Bolice de Majdi Smiri (invité d'honneur du premier épisode de la deuxième saison) : Mouldi Hchaichi
  - Dima Ashab d'Abdelkader Jerbi : Salah
- 2018 : La Maison des merveilles de Mohamed Ikbal Chafcham : Salim Snejak
- 2019 : Nouba (saison 1) d'Abdelhamid Bouchnak : Taoufik
- 2021 : Kan Ya Makanich d'Abdelhamid Bouchnak : Damous
- 2024 : Nhar Ala Ammar de Zied Litayem (invité d'honneur de l'épisode 4) : un psychopathe

## Radio
- 2015 : Nouri Light (série) d'Imed Ben Amara et Lotfi Akermi : Taher
- 2017 : La Banque nue (série) de Mohamed Sayari et Mohamed May

## Vie privée
Chawki Bouglia est le père du cycliste et triathlète Mohamed Islam Bouglia,.